# Saga de Njál

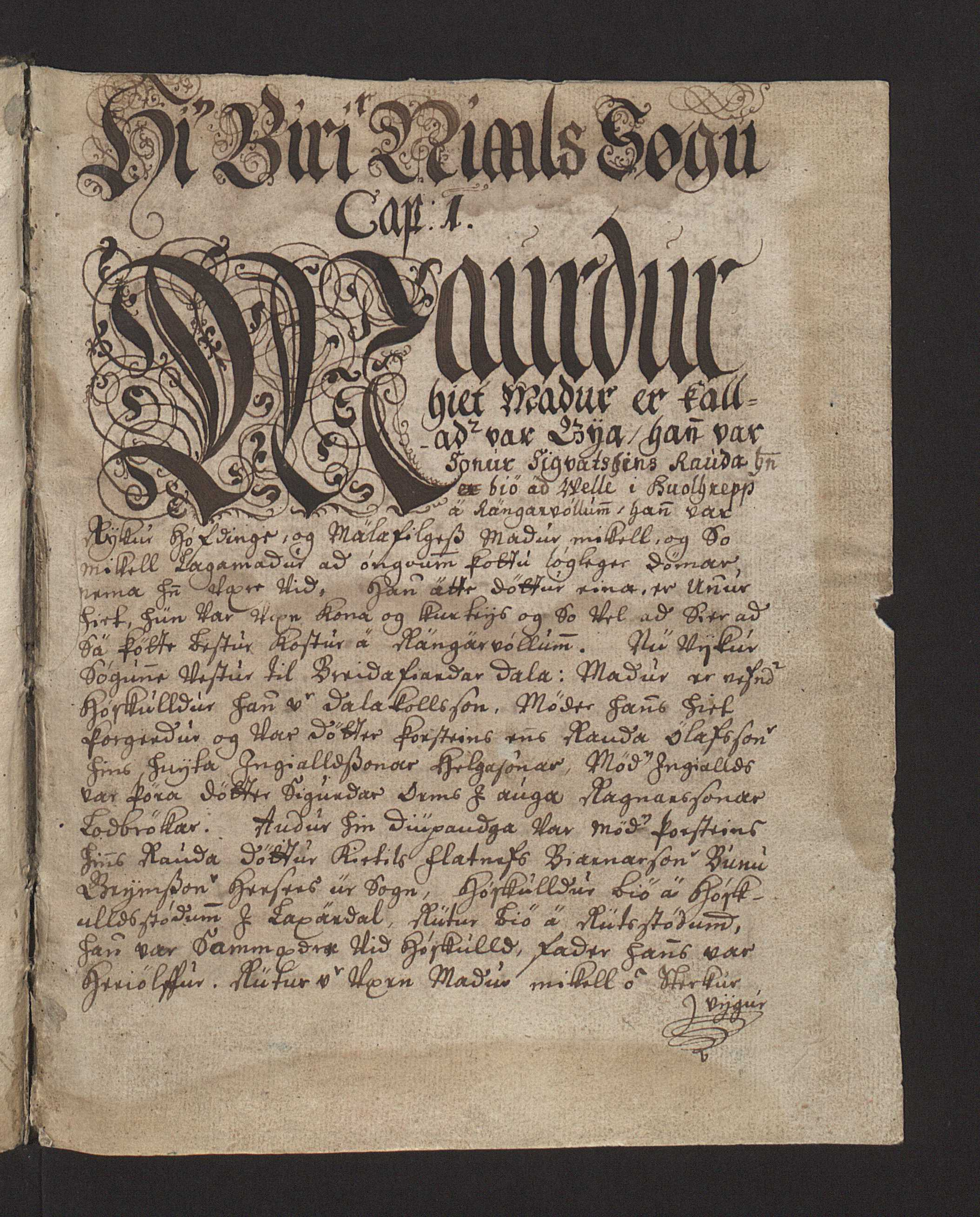
Página de la saga de Njál, versión de Sögubók.

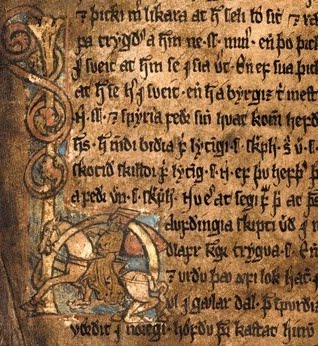
Detalle de una miniatura de la saga de Njál.

La Saga de Nial o Njál, también Brennunjálssaga (saga de la quema de Njál ) es una obra literaria narrativa y escrita en prosa, cuyo protagonista es Nial.
Pertenece a las sagas islandesas del siglo XIII y su autor es desconocido, escrita entre 1270 y 1290 muchos críticos la consideran la mejor de su género, y aún hoy es admirada por los lectores islandeses. En todo caso, es la más famosa de las sagas islandesas y, según algunos autores del mundo anglosajón, uno de los mejores trabajos en prosa del mundo. Se conservan unos sesenta manuscritos, de los cuales treinta son pergaminos medievales.

## Argumento
Es difícil resumir una historia tan compleja como esta, en parte, debido a su gran extensión.
Se desarrolla durante la cristianización de Islandia en el año 1000. Los protagonistas de la saga son Njáll Þorgeirsson, un jurista de la Mancomunidad Islandesa y el vikingo Gunnar Hámundarson, un guerrero formidable. Ambos se enfrentan a violentos acontecimientos en una sociedad acostumbrada a venganzas por agravios familiares y todos sufren las consecuencias. La venganza llegaría de la mano de Kári Sölmundarson que durante años perseguiría a los instigadores y asesinos de su hijo Thord y parte de la familia de Njál, consumando su venganza más allá de las fronteras islandesas, llegando hasta las Orcadas y Bretland.
La obra se divide en un prólogo y tres secciones principales en una perfecta trama donde resalta la tragedia, el destino y el honor:
1. Un prólogo (cap. 1-17)
2. La tragedia de Gunnar (cap. 18-81)
3. La quema de Njál (cap. 82-132), con una intersección sobre la cristianización de Islandia (cap. 100-105)
4. La venganza y reconciliación (cap. 133-159), con una intersección sobre la batalla de Clontarf (cap. 154-157).

## Comentarios
La saga de Njal es un reflejo de la realidad histórica de la Islandia medieval. En esta obra se funde lo histórico, lo legendario y la ficción plena. Pero, sin duda, es la inteligencia y reflexión del sabio Nial lo que más llama la atención, por su modo de afrontar los problemas y la adversidad.
En la bibliografía del ensayo Las kenningar, de Jorge Luis Borges, aparece esta entrada: The Story of Burnt Njal. From the Icelandic of the Njals Saga, by George Webbe Dasent, Edinburg, 1861.